# إصدار خامس من شاشات العرض
الإصدار الخامس من شاشات العرض هو الأحدث في سلسلة شاشات الاتصال. وفي الغالب تسمى شاشة هذا الإصدار لوحة رقمية أو شاشة رقمية خارج المنزل. ويتكون الإصدار الخامس من شاشات العرض من مزيج من الشبكة العنكبوتية العالمية وثلاثة أنواع من تكنولوجيا الهواتف المحمولة هي الجيل الثاني والجيل الثالث والجيل الرابع والإنترنت شاشات والبيانات/الوسائط التي يتم تحميلها وبثها للشاشات الموضوعة في عدة بيئات عامة.
ويوجد الإصدار الخامس من شاشات العرض عادة في ثلاث فئات رئيسية؛ نقاط البيع ونقاط الانتظار ونقاط العبور. ومن المتوقع أن يتم نشر الملايين من هذه الشاشات على مدى السنوات الخمس القادمة في أماكن مثل منافذ البيع بالقطاعي وأثناء الانتظار في الطوابير وفي وسائل النقل (مثل اللوحات الإعلانية الرقمية).
ويمثل الإصدار الخامس من شاشات العرض وسيطًا جديدًا غير مسبوق يتطلب ثلاثة عناصر أساسية لدعمه، وهي التكنولوجيا ووسائل الإعلام والجمهور الذي سيشاهدها. ومن الناحية التكنولوجية، توجد ثلاث فئات رئيسية تدعم الإصدار الخامس من شاشات العرض: البرمجيات وشبكات الاتصال والأجهزة وشاشات العرض والكاميرات. ومن ناحية الوسائط فيما يتعلق بهذه المعادلة، يوجد العديد من العناصر التي تحتاج إلى وضعها في الاعتبار لتشغيل الوسائط المناسبة الملائمة لمكان ما، والتي تشمل نوع الشبكة (نقطة الانتظار أو نقطة العبور أو نقطة البيع). ويرى الجمهور أيضًا أن الإصدار الخامس من شاشات العرض قابل للقياس ومؤهل لاستخدام نظام (تحليلات الفيديو المجهولة) والحسابات المادية.

## معلومات تاريخية
يمكن تلخيص تاريخ شاشات العرض كما يلي:
- الإصدار الأول من شاشات العرض، الشاشة الفضية (الأفلام)
- الإصدار الثاني من شاشات العرض، التلفاز
- ظهر الإصدار الثالث من شاشات العرض بعد دمج تقنيتين معًا - الحاسوب الشخصي والشبكة العنكبوتية العالمية المتاحة للعامة في عام 1995
- وبشكل مثير للجدل، ارتبط الإصدار الرابع من شاشات العرض بالأجهزة المحمولة التي تمسك باليد.[1] وقد تلا ذلك في عام 2002 ظهور تقنيات يدوية وواي فاي، وخدمات الجيل الثاني والثالث للهاتف المحمول.
- الإصدار الخامس من شاشات العرض، الشاشات في المناطق العامة.

الإصدار الخامس من شاشات العرض هو الشاشة الرقمية التي تظهر خارج المنزل في العديد من الأماكن المختلفة. ويتم تركيب الشاشات في المصاعد ومراكز التسوق والمطارات ومحطات القطار وعلى رصيف مترو الأنفاق وفي المتاجر والبنوك، ويتم استخدامها في المكاتب الإدارية في شركات الاتصالات. ويظهر الإصدار الخامس من شاشات العرض كوسيط جديد ومنفصل.

### استعراض تاريخي
طوال 120 سنة سابقة أو نحو ذلك، نقلت التطورات السريعة في عالم التكنولوجيا تواصل الإنسان بشكل أسرع وبدرجة أكبر من كل الأوقات السابقة. ومنذ تطوير الصور المتحركة حوالي عام 1890 ومع ظهور الكينتوسكوب الذي اكتشفه ديكسون (Dickson) وإديسون (Edison)، أصبحت الشاشة الفضية ذات الصور والنصوص المتحركة شكلاً سائدًا للتواصل. وبما أنها المصدر الأول للحداثة ثم للتسلية، أصبحت أيضًا مصدرًا للأخبار والمعلومات والدعاية والإعلان خلال عقودها الأولى.
وبداية من الإصدار الأول من شاشات العرض هذه، مر نصف قرن آخر قبل أن تدخل أول شاشة إلكترونية ـ التلفاز ـ الحياة اليومية. وعلى الرغم من أن الأفلام كانت تعد شكلاً من أشكال التواصل الشائعة، الجماعية، كان هذا الإصدار الثاني من شاشات العرض إصدارًا يتعامل الناس معه في مكان أكثر حميمية، أي غرف معيشتهم. وبسبب ذلك، فإنها كانت قادرة على توصيل أنواع مختلفة من الرسائل التي كان ينظر إليها المشاهدون بشكل مختلف.
وقد مرت 40 سنة أخرى قبل ظهور الإصدار الثالث من شاشات العرض. فقد ظهر الحاسوب الشخصي في الأسواق، ولم تظهر إمكانياته كوسيط اتصالات إلا في أوائل التسعينيات من القرن الماضي، مع ظهور الإنترنت. وللمرة الأولى، يحصل الأفراد على شاشة مخصصة حسب الطلب لاستعراض المعلومات التي يريدونها في أي وقت وفي أي مكان (تقريبًا) يلائمهم.
وعندما اندمج المساعد الرقمي الشخصي مع التكنولوجيا الخلوية، ظهر الهاتف المحمول وأخذ مكانه باعتباره الإصدار الرابع من شاشات العرض، وكانت شاشة العرض الأكثر خصوصية وتحكمًا على الإطلاق. ورافقت هذه الشاشة الحديثة المحمولة باليد الناس في العالم الحقيقي وسمحت لهم بالوصول إلى المعلومات أينما كانوا في أية لحظة.
وجميع هذه الشاشات تتيح للأشخاص إمكانية التواصل مع بعضهم البعض، سواء من خلال توفير المعلومات أو من خلال تشجيعهم على الشراء. وكل شاشة لها خصائص فريدة من نوعها، وكل واحدة منها تصل إلى الأشخاص في أماكن مختلفة، وتقدم درجات مختلفة من التحكم في الرؤية. حتى الآن بشكل عام، فإنها لا تملأ الفجوات في شبكة الاتصالات. وتوجد أماكن لا تعد ولا تحصى يذهب إليها الأشخاص كل يوم، حيث لا يمكن لأي من هذه الشاشات أن تستلم الرسائل من المسوق أو صاحب العمل أو أي كيان آخر لإبلاغ المتلقي بالمعلومات وإرشاده في اتخاذ القرار.

### الإشارات الرقمية
اليوم، توجد مجموعة من التطورات التقنية، مثل الشاشات المسطحة المنخفضة التكلفة بأحجام متعددة وأجهزة العرض وشبكة الإنترنت والهواتف الخلوية وشبكات واي فاي وبرامج التحكم المعتمد على شبكة الويب، تيسر عملية إنشاء الإصدار الخامس من شاشات العرض في الأماكن التي يقل فيها وجود الإصدارات الأربعة الأخرى من شاشات العرض. وبداية من الشاشات الصغيرة في رفوف بائعي التجزئة التي توضح للمستهلكين المنتجات وتوجه قراراتهم بشأن عملية الشراء إلى لوحات الإعلانات البراقة والمتغيرة باستمرار على الطرق السريعة، والتي تنقل الرسائل المناسبة في الوقت المناسب، وحتى الشاشات الموجودة في المراحيض العامة التي تستثمر وقت التوقف، تقدم الإشارات الرقمية وسيطًا جديدًا للتواصل في التعليم والتسويق والبيع بالتجزئة وبيئات التواصل بين الموظفين. وينشئ الإصدار الخامس من شاشات العرض اتصالاً مرئيًا مهمًا مع الرسائل التي يتم تسليمها على الشاشات الأخرى التي نراها يوميًا وتتقاطع مع طبيعتنا الفضولية في نقاط اتخاذ قراراتنا.

## وصلات خارجية
- "Fifth Screen"
- "Measurement Reference"[وصلة مكسورة]
- "Referenced Lexicon in India"
- Unleashing the Power of Digital Signage - Content Strategies for the 5th Screen book site
- http://www.strategydriven.com/2010/08/11/leveraging-fifth-screen-affordability-to-improve-customer-engagement/
- http://www.westcoastdigitalmedia.com/The_Fifth_Screen.html